# Mexikanische Badmintonmeisterschaft 2003
Die Mexikanische Badmintonmeisterschaft 2003 fand in Guadalajara statt. Es war die 55. Auflage der nationalen Titelkämpfe von Mexiko im Badminton.

## Sieger und Finalisten
| Disziplin    | Gold                                  | Silber                        |
| ------------ | ------------------------------------- | ----------------------------- |
| Herreneinzel | Bernardo Monreal                      | Daniel Orozco                 |
| Dameneinzel  | Verónica Estrada                      | Naty Rangel                   |
| Herrendoppel | Jesús Aguilar Daniel Orozco           | Bernardo Monreal Arturo Amaya |
| Damendoppel  | keine Daten                           | keine Daten                   |
| Mixed        | José Luis González Alcantar unbekannt | keine Daten                   |